# Beri-beri
Beri-beri (též beriberi nebo beri beri, kakke či ťiao-čchi) je onemocnění nervového systému způsobené nedostatkem thiaminu, tedy vitaminu B1. Thiamin je potřeba pro štěpení energetických molekul, například glukózy, a je obsažen též v membránách neuronů. Mezi symptomy beri-beri patří těžká letargie a únava, též různé komplikace postihující kardiovaskulární, nervový, svalový a trávicí systém.

## Etymologie
Původ termínu je nejasný. Jedna z hypotéz vychází z toho, že jde o sinhálskou frázi přeložitelnou jako „Nemohu, nemohu“, kdy je pro zdůraznění použita reduplikace.  Podle jiné hypotézy pojem pochází z arabského „bhur-bhari“, což znamená „námořnické astma“.

## Prevalence
Nemoc beri-beri je ve vyspělých zemích vzácná, protože většina potravin je obohacena vitaminy. Kromě situací, kdy je v životním prostředí (např. ve vodě) přítomen arsen, lze z normální, zdravé stravy získat dostatek thiaminu. Beri-beri se zde vyskytuje především u alkoholiků. Nadměrné pití alkoholu vede ke špatné výživě, kromě toho nadbytek alkoholu zhoršuje schopnost těla vstřebávat a ukládat thiamin.

## Symptomy nemoci
Typickými symptomy je ztráta hmotnosti, emoční poruchy, zhoršené smyslové vnímání (Wernickeova encefalopatie), svalová slabost a bolesti v ramenou, období nesprávné tepové frekvence. Běžně se vyskytují otoky. Může se objevit zvýšená hladina laktátu a pyruvátu v krvi. V pokročilejších případech může dojít k selhání srdce a k smrti.

## Typy nemoci
Hlavními typy nemoci beri-beri jsou:
- Mokrá beri-beri zasahuje kardiovaskulární systém i jiné části organismu.
- Suchá beri-beri a Wernickeův–Korsakovův syndrom postihují nervový systém.
- Infantilní (dětská) beri-beri se objevuje většinou u dětí v rozvojových zemích.

### Suchá beri-beri
Způsobuje atrofii a částečnou paralýzu vlivem poškození periferních nervů. Někdy se také označuje jako endemická neuritida. Mezi charakteristické příznaky patří:
- ztížená chůze
- brnění v rukou a nohou, ztráta citlivosti
- ztráta svalové funkce nebo paralýze dolních částí nohou
- zmatenost, potíže s mluvením
- hyperplazie houbovitých papil jazyka
- povrchová glossitis s tendencí k přechodu do atrofie
- bolest
- bezděčné oční pohyby (Nystagmus)
- zvracení

### Mokrá beri-beri
Postihuje srdce; někdy končí smrtelně, protože způsobuje kombinaci srdečního selhání a zeslabení stěn vlásečnic, což vede k otoku periferních tkání. Příznaky jsou:
- vazodilatace vedoucí k tepenně-žilnímu zkratu
- periferní edém
- noční probouzení z obtížného dýchání
- zrychlená tepová frekvence (tachykardie)
- dechová nedostatečnost při aktivitě
- otok dolních částí nohou

### Infantilní beri-beri
Tento typ je častý u dětí v rozvojových zemích. Typickým znakem je tichý pláč bez slz. Bez léčby může skončit smrtelně během 24 hodin.

## Léčba
Cílem léčby je poskytnout tělu dostatek chybějícího thiaminu. Ten lze dodat v podobě injekcí nebo ústy. Může být vhodné podávat i další vitaminy.
Následné krevní testy umožňují zjistit, zda je léčba účinná.
Podává se chlorid thiaminu (thiamini hydrochloridum) v podobě tablet či injekcí. Již během jedné hodiny nastává dramatické zlepšení stavu, za několik hodin se pacient významně zotaví. V urgentních situacích při nedostatku koncentrovaného thiaminu vede k zotavení (i když pomalejšímu) podávání stravy bohaté na thiamin, například celozrnného černého chleba.

## Příčiny
Beri-beri vzniká při nedostatku thiaminu (vitaminu B1). Ten se vyskytuje přirozeně v nerafinovaných obilninách a v čerstvých potravinách, zejména v celozrnném pečivu, čerstvém masu, luštěninách, zelenině, ovoci, mléku apod. Nemoc beri-beri je častá u lidí, z jejichž výživy jsou uvedené potraviny vyloučeny, například při hladomoru.
Může se vyskytovat i u lidí, jejichž strava sestává hlavně z loupané bílé rýže, která má velmi nízký obsah thiaminu; na thiamin bohatá slupka byla odstraněna. To postihlo mj. vyšší vrstvy a královský dvůr v Japonsku na konci 19. století, kvůli popírání příčin kakke trpěli nedostatkem thiaminu japonští námořníci ještě na počátku 20. století. Nemoc se objevuje také u chronických alkoholiků (Wernicke-Korsakovův syndrom). Otrava arsenem mění buněčný metabolismus tak, že blokuje využití thiaminu. To vede k rozvoji symptomů beri-beri, aniž by thiamin ve stravě chyběl. Mechanismus arsenové neuropatie může být podobný jako při deficitu thiaminu (Sexton and Gowdy 1963), protože arsen inhibuje konverzi pyruvátu na acetyl-CoA a tak blokuje Krebsův cyklus.